# 리나 웨이스
리나 웨이스(영어: Lena Waithe, 1984년 5월 17일 ~ )는 미국의 작가, 프로듀서, 배우이다.

## 출연 작품
- 온워드: 단 하루의 기적 (2020)
- 퀸 앤 슬림 (2019)
- 배드 헤어 (2019)
- 레디 플레이어 원 (2018)
- 마스터 오브 제로 시즌 1 (2015)